# Escut de Sant Andreu de Llavaneres
L'escut oficial de Sant Andreu de Llavaneres té el següent blasonament:
Escut caironat: d'atzur, un sautor ple d'argent; ressaltant sobre el tot una palma de sinople en pal. Per timbre una corona mural de vila.

## Història
Va ser aprovat el 2 de setembre de 1992 i publicat al DOGC el 16 del mateix mes amb el número 1645.
La palma és la representació del martiri de sant Andreu, patró de la vila, i el sautor representa la seva creu.